# Lotononis depressa
Lotononis depressa är en ärtväxtart som beskrevs av Christian Friedrich Frederik Ecklon och Carl Ludwig Philipp Zeyher. Lotononis depressa ingår i släktet Lotononis och familjen ärtväxter. Inga underarter finns listade i Catalogue of Life.